# Morti nel 1989/Settembre
| Questa pagina contiene informazioni ricavate automaticamente dalle voci biografiche con l'ausilio del template Bio e di un bot. L'aggiornamento è periodico e automatico e ricostruisce completamente la pagina. Se manca una persona in questa lista, sei pregato di non aggiungerla, ma accertati piuttosto che la sua voce biografica contenga il template Bio e che i dati anagrafici siano correttamente compilati. Se il template Bio manca, inseriscilo tu stesso o, in alternativa, metti l'avviso {{tmp\|Bio}} che ne segnala la mancanza. Se i dati riportati sono sbagliati, correggi direttamente la voce biografica; le modifiche saranno visibili in questa lista entro pochi giorni. Per chiarimenti vedi il progetto biografie. La lista contiene solo le 86 persone che sono citate nell'enciclopedia e per le quali è stato implementato correttamente il template Bio. Pagina aggiornata al 3 mar 2024. |

- 1º settembre - Ettore Agazzani, calciatore italiano (n. 1902)
- 1º settembre - Albert Outler, presbitero, teologo e filosofo statunitense (n. 1908)
- 1º settembre - Kazimierz Deyna, calciatore polacco (n. 1947)
- 1º settembre - Henri Disy, pallanuotista belga (n. 1913)
- 1º settembre - Carmelo Elorduy, gesuita, traduttore e sinologo spagnolo (n. 1901)
- 1º settembre - Cyril Gill, velocista britannico (n. 1902)
- 1º settembre - Dionigi Panedda, storico e presbitero italiano (n. 1916)
- 1º settembre - Mario Venzo, gesuita e pittore italiano (n. 1900)
- 2 settembre - Marcel Darrieux, violinista francese (n. 1891)
- 2 settembre - Eugenio Musolino, politico italiano (n. 1893)
- 2 settembre - Robert Watts, artista statunitense (n. 1923)
- 3 settembre - Sten Mellgren, calciatore svedese (n. 1900)
- 3 settembre - Gaetano Scirea, calciatore italiano (n. 1953)
- 4 settembre - Colin Clark, economista inglese (n. 1905)
- 4 settembre - Gigliola Lo Cascio Galante, politica e psicologa italiana (n. 1942)
- 4 settembre - Giuseppe Mazzariol, bibliotecario e storico dell'arte italiano (n. 1922)
- 4 settembre - Georges Simenon, scrittore belga (n. 1903)
- 4 settembre - Ronald Syme, storico neozelandese (n. 1903)
- 5 settembre - Umberto Folli, pittore italiano (n. 1919)
- 6 settembre - Uberto Mori, ingegnere italiano (n. 1926)
- 6 settembre - Héctor Ricardo, calciatore argentino (n. 1925)
- 6 settembre - Jimmy Ruffell, calciatore inglese (n. 1900)
- 7 settembre - Valerij Hoborov, cestista sovietico (n. 1965)
- 8 settembre - Karel Finek, allenatore di calcio e calciatore cecoslovacco (n. 1920)
- 8 settembre - Enrico Pruner, politico italiano (n. 1922)
- 8 settembre - Aleardo Simoni, ciclista su strada italiano (n. 1902)
- 9 settembre - Elefter Andronikašvili, fisico sovietico (n. 1910)
- 9 settembre - Heinrich Angst, bobbista svizzero (n. 1915)
- 9 settembre - Aleksej Fëdorov, partigiano sovietico (n. 1901)
- 10 settembre - Giuseppe Stella, vescovo cattolico italiano (n. 1898)
- 11 settembre - Ciccio Busacca, cantastorie e chitarrista italiano (n. 1925)
- 11 settembre - Adolf Kleemann, pittore tedesco (n. 1904)
- 11 settembre - Terenzio Magliano, scrittore e politico italiano (n. 1912)
- 11 settembre - Giovambattista Perrotta, politico italiano (n. 1922)
- 12 settembre - Anton Lubowski, politico namibiano (n. 1952)
- 12 settembre - Sterjo Spasse, scrittore, insegnante e pedagogista albanese (n. 1914)
- 13 settembre - Gilles Andriamahazo, politico e militare malgascio (n. 1919)
- 13 settembre - Zoltán Dudás, calciatore ungherese (n. 1933)
- 13 settembre - Cmiljka Kalušević, cestista e giavellottista jugoslava (n. 1933)
- 13 settembre - Bronisław Leśniak, calciatore polacco (n. 1939)
- 13 settembre - Giuseppe Ugo Papi, economista italiano (n. 1893)
- 14 settembre - Tim Brown, pattinatore artistico su ghiaccio statunitense (n. 1938)
- 14 settembre - Eugenio Manni, storico italiano (n. 1910)
- 14 settembre - Pérez Prado, musicista, compositore e direttore d'orchestra cubano (n. 1916)
- 15 settembre - Robert Penn Warren, scrittore e poeta statunitense (n. 1905)
- 15 settembre - Denis Richet, storico francese (n. 1927)
- 16 settembre - Gianni Forlini, politico italiano (n. 1935)
- 16 settembre - Steven Stayner,  statunitense (n. 1965)
- 17 settembre - Lionel Malamed, cestista statunitense (n. 1924)
- 17 settembre - Serge Stauffer, fotografo e artista svizzero (n. 1929)
- 19 settembre - Vera Barclay, scrittrice e educatrice inglese (n. 1893)
- 19 settembre - Naum Borisovič Birman, regista sovietico (n. 1924)
- 19 settembre - Ferry Koczur, calciatore francese (n. 1930)
- 19 settembre - Alma Lavenson, fotografa statunitense (n. 1897)
- 19 settembre - Willie Steele, lunghista statunitense (n. 1923)
- 20 settembre - Chen Boda, politico e rivoluzionario cinese (n. 1904)
- 20 settembre - Richie Ginther, pilota di Formula 1 statunitense (n. 1930)
- 20 settembre - Klavdija Plotnikova,  sovietica
- 21 settembre - Corrado Gaipa, attore e doppiatore italiano (n. 1925)
- 22 settembre - Irving Berlin, compositore statunitense (n. 1888)
- 22 settembre - Aldo Buzzelli, politico, partigiano e magistrato italiano (n. 1914)
- 22 settembre - Bob Calihan, cestista e allenatore di pallacanestro statunitense (n. 1918)
- 22 settembre - Giovanni Migliuolo, diplomatico italiano (n. 1927)
- 22 settembre - Enrique Pinilla, compositore, direttore d'orchestra e critico musicale peruviano (n. 1927)
- 22 settembre - Vera Vergani, attrice italiana (n. 1895)
- 23 settembre - Georges Chabanel, calciatore svizzero (n. 1908)
- 25 settembre - Jack Smith, regista, fotografo e artista statunitense (n. 1932)
- 25 settembre - Antonio Taramelli, politico italiano (n. 1928)
- 26 settembre - Jimmy Delaney, calciatore scozzese (n. 1914)
- 26 settembre - Kaj Franck, designer finlandese (n. 1911)
- 26 settembre - Hemant Kumar, compositore indiano (n. 1920)
- 27 settembre - Giovanni Pellegrini, calciatore francese (n. 1940)
- 28 settembre - José Arribas, allenatore di calcio e calciatore spagnolo (n. 1921)
- 28 settembre - Salvatore Fausto Flaccovio, editore italiano (n. 1915)
- 28 settembre - Ferdinand Marcos, politico, avvocato e militare filippino (n. 1917)
- 29 settembre - Dorothy Andrus, tennista statunitense (n. 1908)
- 29 settembre - Ernesto Colli, presbitero e storico italiano (n. 1899)
- 29 settembre - János Farkas, calciatore ungherese (n. 1942)
- 29 settembre - Gianni Santuccio, attore e regista teatrale italiano (n. 1911)
- 29 settembre - Jean-Louis Tixier-Vignancour, avvocato e politico francese (n. 1907)
- 30 settembre - Giuseppe Casadei, politico italiano (n. 1903)
- 30 settembre - Oskar Davičo, scrittore jugoslavo (n. 1909)
- 30 settembre - Derelys Perdue, attrice e ballerina statunitense (n. 1902)
- 30 settembre - Ludwig Schuberth, pallamanista austriaco (n. 1911)
- 30 settembre - Virgil Thomson, compositore e critico musicale statunitense (n. 1896)
- 30 settembre - Huỳnh Tấn Phát, politico e rivoluzionario vietnamita (n. 1913)